# Импузамугамби
Импузамугамби (правильнее — «имхузамугамби»; иногда также Импуза Мугамби) — одно из ополчений народности хуту во время геноцида 1994 года в Руанде. Основано в 1992 году как молодёжное крыло при партии «Коалиция в защиту Республики» (фр. Coalition pour la Défense de la République, CDR), поддерживающей режим президента Хабьяриманы. В переводе с языка киньяруанда означает «те, кто имеет общую цель».
Наряду с другим ополчением, интерахамве, ополчение импузамугамби ответственно за многочисленные преступления против человечности, совершённые в 1994 году в Руанде. Обучались Президентской гвардией Ж. Хабьяриманы и военнослужащими вооруженных сил Руанды. Один из лидеров импузамугамби, Хассан Нгезе, являлся редактором газеты «Кангура» и видным агитатором экстремистских идей хуту.
После начала геноцида интерахамве и импузамугамби во многом слились организационно и кооперировались в вооруженных акциях против мирного населения тутси, сохраняя различие лишь в форме одежды.
После победы Руандийского патриотического фронта в июле 1994 года группы импузамугамби ушли в Заир. Лидеры импузамугамби, Хассан Нгезе и Жан-Боско Бараягвиза, были осуждены Международным трибуналом по Руанде в 2003 году за организацию и подстрекательство к геноциду и преступления против человечности.